# Atlantoxerus
O Atlantoxerus getulus é um esquilo-terrestre e é monotípico de seu gênero Atlantoxerus.

## Distribuição
Endêmica da parte mais ocidental do norte da África, no Saara Ocidental, Marrocos e uma pequena área do noroeste da Argélia (Cordilheira do Atlas). Varia da zona costeira até 4.165 m principalmente no Médio e Alto Atlas, no sul de Agadir, no Antiatlas e no extremo norte do Saara Ocidental, e no sul até Saguia el Hamra. Introduzido a Fuerteventura (Ilhas Canárias), em 1965.

## Comportamento
O Atlantoxerus getulus tem sido observado em ocupar ambientes principalmente rochosos , onde cria lares no chão ou tocas eventuais dentro de fendas de rochas de grandes dimensões. Atividade fora da toca ou do lar é limitada ao período da manhã e final da tarde, devido a altas temperaturas durante o alge do dia. Uma característica desses esquilos que os distingue de muitas outras espécies de esquilo é a sua preferência alimentar aparente. O grande fruto - parecido com de uma oliveira - e sementes da árvore de Argan em Marrocos é a principal fonte de alimento para estes esquilos.

## Descrição
A. getulus é uma espécie menor de esquilo, com a cabeça e comprimento do corpo entre 160 e 220 mm, comprimento da cauda entre 180 e 230 mm, e peso entre 300 e 350 gramas. Ele tem uma listra branca que corre de cada lado de seu corpo, com a faixa branca ocasional reta nas costas. O pelo é curto e duro.